# Erkan Zengin
Erkan Zengin (* 5. August 1985 in Kulu, Türkei) ist ein schwedischer Fußballspieler. Der Mittelfeldspieler, der für Jugendauswahlmannschaften beider Fußballverbände auflief, gewann 2009 mit Beşiktaş JK die türkische Meisterschaft, den Landespokal und damit das türkische Double.

## Werdegang

### Durchbruch in Schweden
Zengin begann Anfang der 1990er Jahre mit dem Fußballspielen bei Norsborgs IF. Als Neunjähriger wechselte er in die Jugendabteilung von Hammarby IF, wo er bis 2002 verschiedene Jugendmannschaften durchlief. 2002 schloss er sich Hammarby Talang FF an, dem Farmteam von Hammarby IF. Für die in der viertklassigen Division 2 antretende Mannschaft erzielte er in seiner ersten Spielzeit zehn Tore. Insgesamt spielte er zwei Spielzeiten in der Mannschaft und wurde parallel in die türkische U-18-Auswahl berufen.
2004 kehrte Zengin zu Hammarby IF zurück, um im selben Jahr erstmals für den Klub in der Allsvenskan zum Einsatz. In der folgenden Spielzeit konnte der Mittelfeld-Allrounder sich im Kader der Erstligamannschaft festsetzen und kam regelmäßig zum Einsatz – größtenteils jedoch als Einwechselspieler. Nachdem er sich für die schwedischen Juniorennationalmannschaft entschieden hatte, kam er am 6. Juni 2005 beim 2:1-Erfolg über die norwegische Juniorennationalmannschaft in der schwedischen U-21-Mannschaft zu seinem Debüt, das er mit einem Torerfolg krönen konnte. In der Folge setzte er sich in der Auswahl fest. In der Spielzeit 2007 erkämpfte er sich bei Hammarby im rechten Mittelfeld endgültig einen Stammplatz und stand in 23 Erstligapartien in der Startelf.

### Wechsel ins Ausland
Im Januar 2009 verließ Zengin auf Leihbasis Schweden und wechselte zu Beşiktaş JK. Der türkische Klub vereinbarte mit HIF eine Kaufoption am Ende der sechsmonatigen Leihfrist. Unter Trainer Mustafa Denizli kam er bis zur Sommerpause zu je zwei Einsätzen in der Süper Lig sowie dem Türkiye Kupası und trug damit zum Gewinn des türkischen Doubles bei. Zunächst ließ der Klub die Option ungenutzt, entschied sich aber nach Ablaufen zur weiteren Verpflichtung Zengins. Nach Verhandlungen kamen die beiden Vereine überein, für eine  Ablösesumme in Höhe von 3 Millionen Schwedische Kronen den Spieler in die Türkei zu transferieren. Dennoch kam er in der ersten Saisonhälfte der Spielzeit 2009/10 nicht zum Einsatz. Daher wechselte er auf Leihbasis bis zum Saisonende zum Ligakonkurrenten Eskişehirspor.
Nach guten Leistungen beschloss der Verein, die Kaufoption wahrzunehmen, und holte Zengin nach Eskişehir, wo er zunächst einen Zwei-Jahres-Vertrag unterzeichnete. Durch gute Leistungen etablierte er sich als Stammspieler, an der Seite von Volkan Yaman, Sezer Öztürk und Safet Nadarević belegte er mit dem Klub in der Spielzeit 2010/11 den siebten Tabellenplatz. In der folgenden Spielzeit wurde er zeitweise von Verletzungen gebremst, ehe er nach guten Leistungen in der türkischen Meisterschaft während der Spielzeit 2012/13 in den Fokus des schwedischen Nationaltrainers Erik Hamrén rückte. Dieser nominierte ihn im März 2013 für das anstehende Qualifikationsspiel zur Weltmeisterschaft 2014 gegen Irland erstmals in der Auswahlmannschaft. Bei diesem blieb er ohne Spielzeit, wenige Tage später debütierte er jedoch am 26. März anlässlich eines Freundschaftsspiels gegen die Slowakei in der Startformation in der Nationalelf.
In der Winterpause 2014/15 wechselte Zeingin zum Ligarivalen Trabzonspor. Im Sommer kehrte er zu Eskişehirspor, das mittlerweile in der TFF 1. Ligspielte, zurück. Nachdem dieser Verein aufgrund der peräkeren Finanzlage die Löhne nicht mehr bezahlen konnte, löste er nach gegenseitigem Einvernehmen seine Vertrag im März 2108 auf und verbrachte den Rest der Spielzeit bei Hammarby IF. Im Sommer 2018 wechselte er zum Istanbuler Drittligisten Fatih Karagümrük SK.

### Nationalmannschaft
Zengin  wurde während seiner Zeit bei Hammarby IF für die türkischen Jugendnationalmannschaften entdeckt und spielte 2002 mehrmals für die türkische U-18- und die U-19-Nationalmannschaft. Nach eigenen Angaben erhielt er insgesamt zwölf Nominierungen und wurde achtmal eingesetzt. Allerdings spielte er nach den Angaben des türkischen Fußballverbandes zweimal für die türkische U-18 und einmal für die U-19. Da er damals an Flugangst litt und seine Eltern ihn nicht zu den meistens zwei Wochen andauernden Camps der türkischen Jugendnationalmannschaften schicken wollten, spielte er im nachfolgenden nicht mehr für die türkischen Jugendnationalmannschafte.
Später wurde er in den Kader der schwedischen U-21-Nationalmannschaft nominiert und entschied sich dann fortan für die schwedische U-21 zu spielen. So gab er sein Debüt am 6. Juni 2005 beim 2:1-Erfolg über die norwegische U-21-Nationalmannschaft, dass er mit einem Torerfolg krönen konnte. In der Folge zählte er zwei Jahre lang zu den regelmäßigen Spielern der schwedischen U-21.
Nachdem er in die Türkei gewechselte war und hier beim Erstligisten Eskişehirspor sich zu einem der besten Spieler auf seiner Position entwickelte, wurde er von der Fachpresse als Kandidat für die Türkische Nationalmannschaft vorgeschlagen. Er selbst erklärte mehrmals, dass er im Falle einer Nominierung sich für die türkische Nationalmannschaft entscheiden würde. In der Spielzeit 2012/13 zeigte er besonders nach der Zusammenarbeit mit seinem Vereinstrainer Ersun Yanal eine erhebliche Leistungssteigerung und wurde von der Fachpresse als einer der zwei Spieler mit der meisten Weiterentwicklung dargestellt.
Trotz dieser Entwicklungen wurde Zengin lange Zeit vom türkischen Nationaltrainer Abdullah Avcı bei der Nationalmannschaftsnominierungen nicht berücksichtigt. In der Zwischenzeit wurde auch der schwedische Nationalcoach Erik Hamrén auf Zengin aufmerksam und nominierte ihn im Rahmen der WM2014-Qualifikationsspiele gegen die Irische Nationalmannschaft in den Kader der schwedischen Nationalmannschaft. Nach seiner Nominierung in die schwedische Nationalmannschaft revidierte er seine früheren Aussagen bzgl. seiner Nationalmannschaftswahl und erklärte, dass er sich bereits vorher für Schweden entschieden hätte. Dies begründete er damit, dass seine Familie in Schweden lebe und er dort aufgewachsen sei.
Bei der Fußball-Europameisterschaft 2016 in Frankreich wurde er in das Aufgebot Schwedens aufgenommen. Seinen einzigen Einsatz hatte er im letzten Gruppenspiel gegen Belgien. Kurz nach seiner Einwechslung fiel der Siegtreffer für den Gegner, der das Ausscheiden der Schweden aus dem Turnier besiegelte.

## Erfolge
Beşiktaş Istanbul
- Türkischer Meister: 2008/09
- Türkischer Pokalsieger: 2008/09

Eskişehirspor
- Türkischer Pokalfinalist: 2013/14

Fatih Karagümrük
- Play-off-Sieger der TFF 2. Lig und Aufstieg in die TFF 1. Lig: 2018/19